# Сказка о глупом мышонке (мультфильм, 1981)
«Сказка о глупом мышонке» — советский кукольный мультипликационный фильм Ирины Собиновой-Кассиль, снятый на студии «Союзмультфильм» в 1981 году по сценарию Бориса Степанцева на основе одноимённого стихотворения Самуила Маршака.

## Сюжет
Мышь спускается к водоёму и набирает в вёдра воду. Камера поднимается наверх, где стоит дом. Приоткрывается дверь, в неё выходит кошка. Мышь с вёдрами проходит в дыру под деревянным забором и останавливается, увидев дремлющую на крыльце кошку. Кошка, как бы почувствовав взгляд мыши, просыпается и поднимает голову, потом снова засыпает. Мышь быстро пробегает под лист лопуха и заходит к себе домой. Дома мышь сразу же спасает упавшего с горы подушек мышонка, укладывает его в постель, накрывает одеялом. Мышь начинает мыть посуду и одновременно петь колыбельную. Мышонок не спит, балуется с подушками, требует няньку с голосом лучше, чем у мамы. Мышь убегает искать няньку. Мышь привела утку. Уткин голос не понравился мышонку: слишком громкий. Утка ушла. Мышь привела жабу. Жаба колыбельную не допела, отвлеклась на ловлю комара и убежала за ним на водоём. Мышь привела лошадь. Голос лошади испугал мышонка: слишком страшный. Сбегала мышь с мышонком на руках за курицей. Оторвала её от скандала с петухом. Пока курица пела колыбельную, пришёл петух, устроил шум. Естественно, мышонку шум не понравился: мешает спать. Принесла мышь щуку. Изо рта щуки не доносилось ни звука. Мышонку не понравилось: слишком тихо. Скандалит мышонок. Расплакалась мышь, позвала в няньки кошку. Голос кошки мышонку понравился: сладкий. Мышь ушла стирать на водоём, оставив мышонка с кошкой. Жаба заподозрила неладное и позвала петуха. Петух вломился в дом мышей. Мимо мыши с диким мяуканьем промчалась кошка. Мышь прибежала домой и не нашла мышонка. В это время петух баюкает мышонка в колыбельке, подвешенной к кустам над мостками на другом берегу водоёма.

## Съёмочная группа
| Автор сценария               | Борис Степанцев |
| Кинорежиссёр                 | Ирина Собинова-Кассиль |
| Художники-постановщики       | Д. Лобанова или Людмила Лобанова, Галина Мелько |
| Куклы и декорации изготовили | Владимир Аббакумов, Владимир Алисов, Наталия Барковская, Наталия Гринберг (скульптор), Виктор Гришин, Павел Гусев, Е. Дарикович, Светлана Знаменская, Михаил Колтунов, Валентин Ладыгин, Александр Максимов, Валерий Петров, Галина Филиппова, Марина Чеснокова, Семён Этлис |
| Художники-мультипликаторы    | Лидия Маятникова, Ольга Панокина |
| Оператор                     | Игорь Скидан-Босин |
| Композитор                   | Михаил Меерович |
| Звукооператор                | Борис Фильчиков |
| Редактор                     | Раиса Фричинская |
| Директор съёмочной группы    | Бэла Ходова |
| Текст от автора читает       | Ирина Собинова-Кассиль |

## Технические данные
| Название                     | «Сказка о глупом мышонке»                        |
| На основе                    | По одноимённому стихотворению Самуила Маршака    |
| Возрастная категория         | 0+                                               |
| Тип                          | кукольный                                        |
| Цветность                    | цветной                                          |
| Количество частей            | 1 часть                                          |
| Продолжительность            | 10 минут 12 секунд или 10 минут                  |
| Киностудия                   | «Союзмультфильм» (объединение кукольных фильмов) |
| Страна производства          | СССР                                             |
| Дата производства            | 1981 год                                         |
| Разрешительное удостоверение | 214015805 от 07.06.2005                          |

## Описание, отзывы и критика
В мультфильме «Сказка о глупом мышонке» 1981 года его авторы (режиссёр Ирина Собинова-Кассиль и сценарист Борис Степанцев) изменили конец сказки Маршака, оставив мышонка в живых. По словам Алексея Ханютина, высказанным в беседе с Фёдором Хитруком, на обсуждении лент «Союзмультфильма» за 1981 год многие порицали фильм за такое противоречащее логике и смыслу сюжета искажение первоисточника, но нашлись и те, кто аргументировал необходимость такого изменения особенностями детского восприятия. По мнению Ханютина, такое изменение было вызвано общей для детской мультипликации того времени тенденцией сглаживания конфликтов, сведения их к смешным случайностям-недопониманиям. По мнению Хитрука, решение оптимизировать сюжет только за счёт изменения концовки было примитивным. Кроме того, Хитрук считал, что несмотря на то, что малыши слишком близко принимают к сердцу неприятности мультипликационных персонажей, не стоит слишком сильно бояться демонстрировать маленьким зрителям трагедии.
По мнению театроведа Флоры Сыркиной, произведённое в мультфильме 1981 года «Сказка о глупом мышонке» изменение концовки классической сказки, когда мышонка от кошки спасает петух, является просчётом режиссёра, поскольку из-за этого изменения сказка потеряла изначально заложенный в неё смысл и превратилась в анекдот.
Мультфильм «Сказка о глупом мышонке» 1981 года используется в педагогической практике школьных родительских собраний для решения проблемы некоторых современных «традиций» воспитания ребёнка в семье, а именно распространённого среди родителей стремления «сбывать детей с рук», в котором проявляется дезорганизация семьи, отражающая негативные процессы в современном российском государстве и обществе.